# Einsteins Universum
Einsteins Universum (Originaltitel: Einstein's Universe) ist der Titel eines Dokumentarfilms der BBC aus dem Jahr 1979. Anlass war der 100. Geburtstag von Albert Einstein (14. März 1879). Die Fernsehdokumentation wurde mit Peter Ustinov als Erzähler und Sprecher gestaltet. Am 1. Januar 1980 wurde sie in der ARD in deutscher Synchronisation ausgestrahlt. Folgende Wissenschaftler waren zur Erläuterung der Sachverhalte beteiligt: Kenneth Brecher, Sidney Drell, Roger Penrose, Wallace Sargent, Dennis Sciama, Irwin Shapiro und John Archibald Wheeler. Wesentlicher Drehort war das McDonald-Observatorium in Texas, USA, unter der damaligen Leitung von Harlan J. Smith, der auch im Film auftaucht.
Parallel kam das gleichnamige Buch heraus. Autorenschaft und Drehbuch lag in beiden Fällen beim britischen Wissenschaftsjournalisten Nigel Calder.

## Kapitel-Übersicht
Das Buch ist in 21 Kapitel gegliedert:
1. Kosmischer Wirbelsturm
2. Die verschwenderische Sonne
3. Energie der Schöpfung
4. Der allerletzte Wasserfall
5. Einsteins Uhr
6. Gewichtslosigkeit
7. Schalen der Zeit
8. Gerichtete Zukunft
9. Die verschobenen Sterne
10. Schienen am Himmel
11. Gravitationswellen
12. Galileis Geheimnis
13. Methusalem im Raumschiff
14. Ein universeller Korrekturfaktor
15. Die Lichtgeschwindigkeit
16. Wo die Zeit fliegt
17. Das einfache Universum
18. Die Auswahl unter mehreren Geschichten
19. Entscheidendes Schicksal
20. Zeitloser Gesichtspunkt
21. Einsteins Nachfolger